# Acrolophus mexicanellus
Acrolophus mexicanellus är en fjärilsart som beskrevs av William Beutenmüller 1888. Acrolophus mexicanellus ingår i släktet Acrolophus och familjen Acrolophidae. Inga underarter finns listade i Catalogue of Life.